# Sal de Tavira

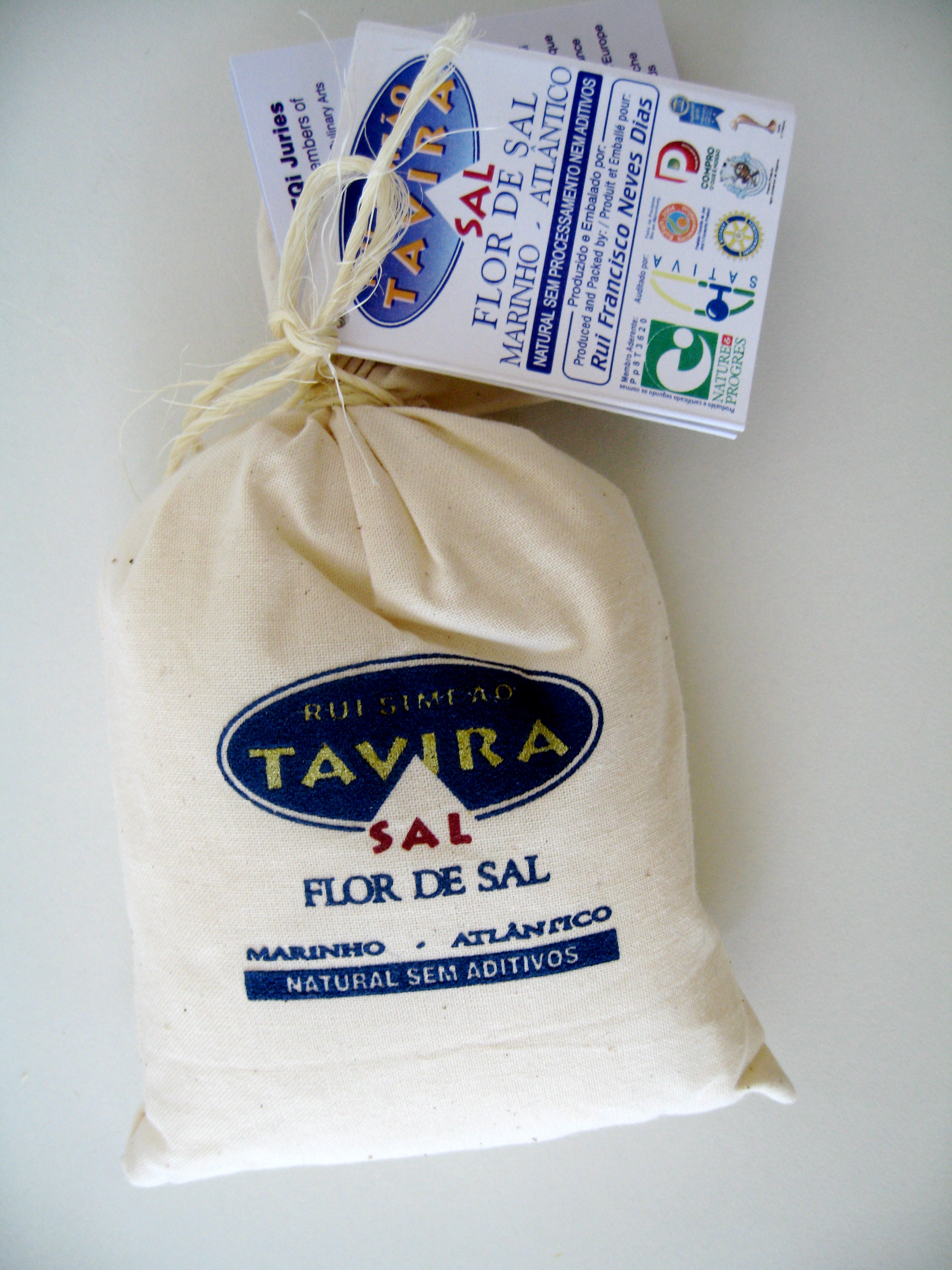
Sal de Tavira

O Sal de Tavira DOP ou Flor de Sal de Tavira DOP é um produto de origem portuguesa com Denominação de Origem Protegida pela União Europeia (UE) desde 20 de novembro de 2013.

## Área geográfica
É no Parque Nacional da Ria Formosa que estão situadas as salinas onde se procede à produção do "Sal de Tavira" ou "Flor de Sal de Tavira", mais concretamente numa zona circunscrita a três freguesias de Tavira:
- Santa Luzia
- Santa Maria
- Santiago

## Agrupamento gestor
A entidade gestora das denominações de origem protegidas "Sal de Tavira" e "Flor de Sal de Tavira" é Rui Francisco Neves Dias.